# Platysporoides multiseptata
Platysporoides multiseptata är en svampart som först beskrevs av E. Müll., och fick sitt nu gällande namn av Shoemaker & C.E. Babc. 1992. Platysporoides multiseptata ingår i släktet Platysporoides och familjen Pleosporaceae.   Inga underarter finns listade i Catalogue of Life.